# NGC 50
NGC 50 je galaksija u zviježđu Kit.

## Vanjske poveznice
- SEDS: NGC 0050